# Dionisio Hortelano Hortelano
Dionisio Hortelano Hortelano (n. 1908) fue un maestro y militar español.

## Biografía
Nacido en Cuenca el 5 de diciembre de 1908, era maestro nacional de profesión. Fue colaborador del periódico Heraldo de Cuenca.
Tras el estallido de la Guerra civil se uniría al Ejército Popular de la República. Obtuvo el mando de la 29.ª Brigada Mixta, en el frente de la sierra, participando en la fallida ofensiva de Segovia. También llegó a mandar durante algún tiempo la 1.ª División. En el otoño de 1937 asumió el mando de la 1.ª Brigada Mixta, con la que tomaría parte en las batallas de Teruel y Aragón. Posteriormente, a mediados de 1938, le fue entregado el mando de la 101.ª División —luego renombrada como 61.ª División—.